# X-Squad
X-Squad (tạm dịch: Biệt đội X) (Nhật Bản gọi là X Fire/CrossFire) là tựa game khởi động cho hệ máy PlayStation 2 thuộc thể loại hành động góc nhìn thứ ba do hãng Electronic Arts Square phát triển và EA Games phát hành vào năm 2000.

## Cốt truyện
Lấy bối cảnh thế giới vào năm 2037, một tổ chức khủng bố đã chiếm lĩnh khu liên hợp quân sự bí mật và bắt cóc Tiến sĩ Bianca Noble sau khi đánh bại đội bảo vệ W-Squad nhằm chiếm đoạt mẫu vật thí nghiệm của Dự án Medusa với âm mưu thống trị thế giới. Chính phủ đã cử lực lượng đặc nhiệm tinh nhuệ mang tên X-Squad gồm Ash, đội trưởng và các đồng đội là Maya, Melinda và Judd xâm nhập vào khu liên hợp quân sự bí mật với nhiệm vụ giải cứu con tin và triệt phá bọn khủng bố ngay trước khi chúng kịp thời khởi động mẫu vật thí nghiệm của Dự án Medusa.

## Nhân vật
- Ash - Đội trưởng của X-Squad và là nhân vật chính trong game. Được trang bị nhiều loại vũ khí và trang thiết bị chuyên dụng khá hữu hiệu. Anh nhất quyết đòi giải cứu Tiến sĩ Noble cùng Đại tá Clifford và đoạt lại Dự án Medusa cùng với đồng đội của mình.
- Maya - Tình báo viên của nhóm. Với chiếc máy tính xách tay của mình, cô có thể phát hiện bất kỳ phòng thí nghiệm hoặc nơi ẩn náu nào.
- Melinda - Giám sát viên của nhóm. Đôi lúc cô hay đặt những câu hỏi mà cô sẽ trả lời nhanh chóng và thường là trước khi bắt đầu nhiệm vụ.
- Judd - Trinh sát của nhóm. Nhiệm vụ của anh là tìm kiếm các bản sao hoặc tài liệu nằm trong các văn phòng bừa bộn giấy tờ.
- Tiến sĩ Bianca Noble - Thủ trưởng của X-Squad. Sau khi nhóm W-Squad bị tiêu diệt, cô bị bọn khủng bố xông vào bắt cóc và chiếm đoạt mẫu vật thí nghiệm của Dự án Medusa vào năm 2035. Đến năm 2037, Noble mới bí mật liên hệ với X-Squad giải cứu cô cùng Đại tá Clifford và mau chóng đoạt lại Dự án Medusa.
- Đại tá Clifford - Chỉ huy trưởng của nhóm W-Squad từ năm 2029. Đồng thời là người bảo vệ cho Noble trong một khoảng thời gian nhưng về sau đột nhiên trở mặt biến thành nhân vật phản diện khi ông đã phản bội X-Squad, Đại tá Clifford được xem là một chiến binh can trưởng và mạnh mẽ nhất trong game.

## Trùm
- Lt. Roger là tên trùm trong màn 1 và là người bảo vệ máy nghiền rác phế thải (Waste Disposal). Khi Ash và Maya tiến vào phòng điều hòa máy nghiền rác thì chạm trán tên trùm này, vũ khí ưa thích của gã là khẩu súng phun lửa.
- Cpt. Vector là tên trùm trong màn 2 và là người bảo vệ khu vực cống rãnh (Sewer). Vũ khí ưa thích của gã là khẩu súng phóng lựu.
- Nhóm lính SWAT là nhóm trùm trong màn 3 và là người bảo vệ trạm canh gác (Guard Station). Cứ mỗi bốn tên lính trong nhóm đều sử dụng khẩu súng lục và súng máy đầy uy lực.
- Đội Sinner là nhóm trùm trong màn 4 và là người bảo vệ đường tàu điện bỏ hoang (Abandoned Tramway). Chúng rất ghét những kẻ xâm phạm. Ngoài ra chúng chính là nhóm khủng bố đã bắt cóc Tiến sĩ Bianca Noble để lấy mẫu vật thí nghiệm của Dự án Medusa.
- Đội Link là nhóm trùm trong màn 5 và là người bảo vệ phòng thí nghiệm trước các cuộc đột nhập tái chiếm từ binh lính chính phủ.
- N.O.E. là một chiếc xe tăng của quân đội, một con trùm trong màn 6 và là người bảo vệ khu vực giải trí (Recreation Area). Nó là chiếc tăng thứ ba của Đại tá Clifford.
- R.D.S. là rôbốt hình nhện được trang bị nhiều loại vũ khí khác nhau, một con trùm trong màn 7 và là người bảo vệ nhà máy lắp ráp (Assembly Plant). Nó được Clifford sắp đặt để giết X-Squad.
- Pri. Simpson là bạn của Ash nhưng đã trở thành một quân nhân. Là tên trùm trong màn 8 và là người bảo vệ tòa nhà kiên cố (Strong Facility). Chính Simpson đã giải thích với Ash rằng Clifford đã phản bội X-Squad.
- Đại tá Clifford là nhân vật đã phản bội X-Squad và là tên trùm cuối mà cả nhóm buộc phải đối đầu trên khu vực nóc nhà (Rooftop). Sau một trận quyết chiến dữ dội cuối cùng đã đánh bại Clifford, ông ta giải thích với X-Squad trước giây phút lâm chung rằng ông phản bội họ vì ông muốn trở thành người lính mạnh nhất. Rồi ông ta quăng khẩu súng và chết ngay lập tức.